# Tainá Silva Bigi
Tainá Silva Bigi (* 31. Juli 1995 in Aracaju, Sergipe) ist eine brasilianische Beachvolleyballspielerin.

## Karriere
2013 wurden Eduarda Santos Lisboa und Tainá Silva Bigi Weltmeisterinnen bei der U19 Veranstaltung in Porto. Einen Monat zuvor hatten sie das Achtelfinale bei der WM der unter Einundzwanzigjährigen in Umag  erreicht. Diese Platzierung konnten die beiden Brasilianerinnen eine Saison später in Larnaka auf Zypern bestätigen. Mit Andressa Cavalcanti spielte die aus dem Bundesstaat Sergipe stammende Sportlerin 2015 und in den ersten Monaten des Jahres 2016 hauptsächlich auf nationalen Turnieren, ehe sie im vierten Quartal des gleichen Jahres wiederum mit Duda antrat, ebenfalls bei Events in ihrem Heimatland.
Ab Dezember 2016 wurde Victória Lopes die ständige Beachpartnerin von Tainá Silva Bigi. Die beiden Brasilianerinnen spielten zunächst ebenfalls hauptsächlich bei nationalen Turnieren mit, ehe sie ab 2018 vermehrt bei Veranstaltungen der FIVB World Tour starteten. Top-Ten-Platzierungen bei hochklassigen Events gelangen den beiden Südamerikanerinnen ab Mitte des Jahres 2021, als sie bei den Vier-Sterne-Turnieren in Sochi das Achtelfinale und in Itapema sogar das Halbfinale erreichten. Eine Saison später setzten sie die Erfolgsserie fort mit jeweils neunten Plätzen bei den Challenge-Events in Tlaxcala und in Doha sowie beim Elite16-Event in Gstaad, wo sie ebenfalls das Achtelfinale erreichten.